# Nototriche staffordiae
Nototriche staffordiae är en malvaväxtart som beskrevs av Brian Laurence Burtt och A. W. Hill. Nototriche staffordiae ingår i släktet Nototriche och familjen malvaväxter. Inga underarter finns listade i Catalogue of Life.